# 山崎丹奈
山崎 丹奈（やまざき にな、1991年3月31日 - ）は、神奈川県出身の女優、モデル。身長167cm。血液型O型。所属事務所はアイリンク→ミッシングピース。

## 経歴
桐蔭学園高等学校、東京工業大学土木・環境工学科卒業。2009年度ミス東工大グランプリ。大学時代はサンゴ礁の研究をしていた。
2020年3月末をもって、所属していたアイリンクを退所し、新たな所属事務所が決まるまでフリーランスの女優として活動。
2021年4月より、ミッシングピースに所属。

## 人物
- 趣味：サンゴ礁観賞、読書、書道、山登り、筋トレ。
- 特技：競技スキー、和太鼓、節約。
- 免許・資格：普通自動車運転免許、潜水士、TOEIC 655点

## 出演

### 映画
- 「トリノコシティ」山口ヒロキ監督 主演 明日夏役
- 「奥田民生になりたいボーイと出会う男すべて狂わせるガール」大根仁監督
- 「ハルチカ」市井昌秀監督
- 「氷菓」安里麻里監督
- 「CUTIE HONEY -TEARS-」A.T.／ヒグチリョウ監督
- 「一週間フレンズ」村上正典監督
- 「血まみれスケバンチェーンソー」山口ヒロキ監督　仁島希役
- 「ちはやふる」小泉徳宏監督
- 「イニシエーション・ラブ」堤幸彦監督
- 「帰ってきた獣電戦隊キョウリュウジャー100 YEARS AFTER」竹本昇監督
- 「獣電戦隊キョウリュウジャーVSゴーバスターズ恐竜大決戦!さらば永遠の友よ」坂本浩一監督

### テレビドラマ
- TBS「あなたのことはそれほど」
- TBS「砂の塔〜知りすぎた隣人〜」レギュラー
- NTV「母になる」
- TBS「往復書簡 ～ 十五年後の補習」
- TX「侠飯～おとこめし～」
- TX「ヤッさん～築地発！おいしい事件簿～」
- TBS「神の舌を持つ男」
- EX「AKBラブナイト恋工場」『劇愛』劇団員役
- NTV「世界一難しい恋」最終話 OL役
- TX「ウルトラマンオーブ」
- CX「世にも奇妙な物語’16年春の特別編」美人税
- NTV「臨床犯罪学者　火村英生の推理」#4、5
- TX「犯罪科学分析室 電子の標的2」
- EX「スペシャリスト」
- NTV「刑事バレリーノ」
- BSジャパン「ワカコ酒」
- TVK「白鳥麗子でございます！」
- NHK BSプレミアム「仮カレ♥」レギュラー
- NTV「HiGH&LOW」
- WOWOW「5人のジュンコ」
- CX「探偵の探偵」
- TBS「表参道高校合唱部！」
- EX「手裏剣戦隊ニンニンジャー」
- CX「明日もきっと、おいしいご飯～銀のスプーン～」
- TBS「マザー・ゲーム～彼女たちの階級～」レギュラー
- TBS「ヤメゴク～ヤクザやめて頂きます～」
- BSジャパン「ワーキングデッド～働くゾンビたち～」#2 ミサ役
- テレビ東京 孤独のグルメ Season4 第9話 （2014年9月3日） - 6人客女性3 役
- BSジャパン「文豪の食彩」
- TBS「家庭教師が解く!～殺人方程式の推理ドリル2」
- TX「殺しの女王蜂」
- TBS「キャスター」第7話（2025年5月25日） - 看護師 役[3]

### TV
- 躍動する大自然 奇跡の絶景ストーリー「駿河湾 日本一深い湾を潜る」(2019年11月6日、NHK BS1)[4]

### CM
- WOWOW「人生に、WOWOW」
- 株式会社オンリーストーリー「インターン生募集2017夏」WEB CM
- 「黒騎士と白の魔王」秒で決める篇、失敗篇、ダンシング篇
- 花王「ビオレさらさらパウダーシート」17年女子ラップ篇
- 東京メトロ「安全。安心。メトロの目」訪日外国人対応篇
- アサヒ「アサヒスーパードライ」夏乾杯篇
- au「auの学割」斬鉄のヒザ神
- 医療法人社団R＆O「こどもシャーロック篇」
- 大江戸温泉物語、ユーキャン
- DisnySTORE「ユニベアシティ」
- コカコーラ「2015クリスマス篇、ソングボトル篇」
- 第一三共「トラフル錠」食べたいのに、痛い！篇
- JRA「ジャパンカップ篇、有馬記念篇」
- 花王「バブ」突撃ベッキー篇
- セブンイレブン
- UHA味覚糖「e-maのど飴」重力ダンス篇
- 花王「新生ハミングファイン」さらっと通勤篇
- 株式会社ラマルシェ
- Canon「ChinaEOS2015春キャンペーン」
- 鈴代商事「鈴与のソーラー」10年たっても篇 10年後娘役
- ソフトバンク「iPhone 4G LTE」方言リレー篇
- スズキ「ハスラー」キャンプ篇
- モバゲー「神撃のバハムート」バッハ武藤進化篇

### VP
- 東京都下水道局「トーキョー・マンホール・ストーリー」#3 清瀬美咲役

### モデル
- 大江戸温泉物語　ホームページ
- コンタクトレンズのアイシティ
- ブリティッシュ・カウンシル　英会話スクール
- 上田嘉一郎商店、寿製菓
- 東京ドーム「スパラクーア」館内ポスター、パンフレット
- 青春出版社「BIGtomorrow」

### MV
- Nissy（西島隆弘）「SUGAR」
- KNOCK OUT MONKY「GOAL」
- Crystal Kay feat. 安室奈美恵「REVOLUTION」

### 舞台
- 「ガラ版 人魚秘め」主演

### その他
- PFE「Blie撮影会」
- シブヤテレビジョン「FOTO-JO撮影会」
- ケイアイコーポレーション「Fresh!撮影会」